# Солонар Станіслава Володимирівна
Станіслава Володимиріна Солонар (*16 квітня 1969, Турбів) — українська поетеса дитячого і дорослого жанрів.

## Життєпис
Народилася 16 квітня 1969 року у смт Турбів Липовецького району Вінницької області.
Батько, Шлюсавер Володимир Володимирович, працював начальником автопарку на Турбівському склозаводі. Мати, Гоголь Юлія Степанівна, працювала бухгалтеркою у Турбівському радгоспі. У 1979 році Станіслава разом з мамою переїхала на постійне проживання у село Ялтушків Барського району Вінницької області. У 1986 році закінчила Ялтушківську середню школу і вступила в Чернівецький державний університет на математичний факультет. В 1991 році закінчила університет з червоним дипломом. В цьому ж році одружилася з Солонарем Миколою Васильовичем і почала працювати в школі № 31 міста Чернівці. В 1993 році народила доньку Солонар Юлію Миколаївну.
Станіслава з дитинства любила поезію. З народженням доньки повернулась до колишнього захоплення – почала писати для неї вірші. Згодом захоплення переросло в щось більше. Її поезії почали з'являтись у місцевих газетах: «Молодий буковинець», «Нова Буковинська газета», «Буковина». У 2002 році вийшла перша збірка Станіслави Солонар «Юлин дивограй» у видавництві «Прут» міста Чернівці. Поезії Солонар почали публікувати в дитячих журналах: «Ластівка» (1995 рік, 2003 рік), «Пізнайко» (2005 рік), «Колобочок» (із 2011 року по сьогодні).
Поезії Станіслави Солонар включив у свою книжку «Школа сімейного виховання» В. С. Ліщук у 2003 році, а в 2011 році її вірші для дітей додані в «Методичні рекомендації» для роботи в дошкільному закладі, видавництва Ранок м. Харків. 
Станіслава Солонар працює вчителькою інформатики у Чернівецькій загальноосвітній середній школі № 31.

## Твори

### Список видань (хронологічно)
- «Юлин дивограй» (2002)
- «Лісова школа» (2007)
- «Віршики про Котиків та Песиків» (2012)
- «Малинове літо» (2012)
- «На планеті диво в нас» (2013)
- «Гостинна поляна» (2017)
- «Веселкова доріжка» (2018)
- «Рахункові розмальовки» (2018)

### Інтерв'ю та виступи
- Станіслава Солонар: Прем’єра книги [Архівовано 23 вересня 2018 у Wayback Machine.]

### Про Станіславу Солонар
- Рудая Прохіра. «ДИТЯЧИЙ ДИВОГРАЙ СТАНІСЛАВИ СОЛОНАР» // Ключ, № 27 (555), 25.01.2017 [Архівовано 23 вересня 2018 у Wayback Machine.]